# Nusatidia bimaculata
Nusatidia bimaculata är en spindelart som först beskrevs av Simon 1897.  Nusatidia bimaculata ingår i släktet Nusatidia och familjen säckspindlar.
Artens utbredningsområde är Sri Lanka. Inga underarter finns listade i Catalogue of Life.